# Pegea confoederata
Pegea confoederata är en ryggsträngsdjursart som först beskrevs av Forskål 1775.  Pegea confoederata ingår i släktet Pegea och familjen bandsalper. Inga underarter finns listade i Catalogue of Life.